# Рокитне (Соль-Ілецький міський округ)
Роки́тне (рос. Ракитное) — селище у складі Соль-Ілецького міського округу Оренбурзької області, Росія.
Стара назва — Рокитний.

## Населення
Населення — 14 осіб (2010; 41 у 2002).
Національний склад (станом на 2002 рік):
- росіяни — 61 %